# جو مک‌کورد
جو مک‌کورد (انگلیسی: Joe M. McCord؛ زادهٔ march ۳, ۱۹۴۵ (۸۰ سال)) دانشمند در زمینه زیست‌شیمی اهل ایالات متحده آمریکا است.
وی همچنین برندهٔ جوایزی همچون مدال الیوت کرسون شده‌است.